# Маньяк (коммуна)
Манья́к (фр. и окс. Manhac) — коммуна во Франции, находится в регионе Окситания. Департамент — Аверон. Входит в состав кантона Бараквиль-Совтер. Округ коммуны — Родез.
Код INSEE коммуны — 12137.
Коммуна расположена приблизительно в 520 км к югу от Парижа, в 110 км северо-восточнее Тулузы, в 14 км к юго-западу от Родеза.

## Население
Население коммуны на 2008 год составляло 663 человека.
| 1962 | 1968 | 1975 | 1982 | 1990 | 1999 | 2008 |
| ---- | ---- | ---- | ---- | ---- | ---- | ---- |
| 481  | 544  | 505  | 442  | 375  | 504  | 663  |

## Экономика
В 2007 году среди 370 человек в трудоспособном возрасте (15—64 лет) 301 были экономически активными, 69 — неактивными (показатель активности — 81,4 %, в 1999 году было 73,6 %). Из 301 активных работали 293 человека (157 мужчин и 136 женщин), безработных было 8 (4 мужчины и 4 женщины). Среди 69 неактивных 33 человека были учениками или студентами, 21 — пенсионерами, 15 были неактивными по другим причинам.

## Достопримечательности
- Крытый рынок — ораторий (XVI век). Памятник истории с 2004 года[3]